# Andrėj Arloŭski
Andrėj Valer"evič Arloŭski (in bielorusso Андрэй Валер’евіч Арлоўскі?; Babrujsk, 4 febbraio 1979) è un lottatore di arti marziali miste bielorusso.
Combatte nella divisione dei pesi massimi per la promozione statunitense UFC, nella quale è stato campione di categoria nel 2005, periodo durante il quale si rese noto per la sua storica rivalità con Tim Sylvia. In passato ha preso parte anche alle organizzazioni M-1 Global, Affliction, Strikeforce, ONE FC e World Series of Fighting.

## Biografia
Arloŭski nacque a Babrujsk e crebbe a Minsk, nella repubblica sovietica di Bielorussia, odierna Bielorussia. Da giovane spesso era obiettivo di bulli. Nel 1994, quando aveva 14 anni, cominciò a sollevare pesi con l'intento di difendersi dalle prepotenze dei suoi coetanei. Arloŭski iniziò a praticare le arti marziali solamente a 16 anni, essendo precedentemente interessato al calcio.
Arruolatosi nell'accademia di polizia a Minsk, Arloŭski partecipò ai corsi di Sambo e Jiu jitsu brasiliano organizzati dalla polizia e in poco tempo dimostrò di avere grandi capacità nella tecnica Sambo. Nel 1999 vinse i Campionati europei giovanili e i Campionati mondiali giovanili entrambi nella categoria Sambo. Alla fine dello stesso anno, Andrei divenne il primo Maestro di Sport e Maestro Internazionale di Sport, cioè la più alta onorificenza sportiva russa per le sue grandi capacità nel Sambo. Arloŭski vinse una medaglia d'argento alla Coppa del Mondo e un'altra medaglia d'argento ai Campionati Mondiali di tale disciplina.
Arloski in seguito cominciò a interessarsi ad altre arti marziali, studiando kickboxing e migliorando le sue capacità nel Sambo.
Dal giugno 2010, Arloŭski è il capo istruttore del 'FLO MMA' a Palatine, in Illinois.

## Carriera nelle arti marziali miste
All'età di vent'anni, Arloŭski cominciò a competere nelle MMA a San Pietroburgo, in Russia il 9 aprile 1999. Fu un inizio totalmente negativo, visto che perse KO contro Vjačeslav Dacik. Arloŭski però non si arrese e l'anno seguente tornò nella M-1 Global ai Campionati
Europei, vincendo la corona dei pesi massimi con una vittoria di sottomissione e l'altra di K.O.

### Ultimate Fighting Championship
Arloŭski fece il suo debutto nell'Ultimate Fighting Championship nel 1999 sconfiggendo Aaron Brink per sottomissione. Successivamente fu battuto dal futuro Campione dei Pesi Massimi UFC Ricco Rodriguez e da Pedro Rizzo. Nonostante queste sconfitte, vinse contro il futuro campione britannico dei pesi mediomassimi Ian Freeman e il futuro campione dei mediomassimi IFL, il connazionale Uladzimir Macjušėnka. Grazie a queste vittorie riuscì a tornare nell'élite dell'UFC.

#### Campione dei pesi massimi UFC ad interim
Nel 2004 un brutto incidente in moto coinvolse l'allora campione dei pesi massimi Frank Mir, e la federazione dovette creare un titolo dei pesi massimi ad interim, dal momento che Mir non era in grado di combattere per difendere il proprio titolo. Fu deciso che i due migliori combattenti della classe dei pesi massimi si sarebbero incontrati per contendersi il titolo e il 5 febbraio 2005, agli UFC 51: Super Saturday, Arloŭski combatté contro l'ex campione dei pesi massimi, Tim Sylvia. Nel combattimento, Arloŭski colpì il suo avversario con un destro e lo fece cadere. Al tappeto, Arloŭski bloccò l'avversario all'anca e costrinse Sylvia ad arrendersi al quarantasettesimo secondo del primo round, facendo sì che Arloŭski diventasse il nuovo Campione UFC dei Pesi Massimi ad interim.
Arloŭski confermò per la prima volta il suo titolo il 4 giugno 2005, ad UFC 53: Heavy Hitters, affrontando Justin Eilers. per K.O. al primo round. Dopo il combattimento, esami radiologici rivelarono che Eilers aveva riportato numerosi infortuni, come la frattura del naso, entrambe le mani rotte e una completa rottura del legamento crociato anteriore.
Nell'ottobre del 2005, Arloŭski riconfermò ancora una volta il suo titolo ad UFC 55: Fury contro Paul Buentelloche mandò K.O. in 15 secondi sempre nel primo round.

#### Campione ufficiale dei pesi massimi UFC
Il 12 agosto 2005, l'UFC annunciò che Arlovski non era più il campione dei pesi massimi ad interim ma assoluto, poiché Frank Mir non si era ripreso completamente dal suo incidente con la moto.
In una rivincita con Tim Sylvia ad UFC 59: Reality Check il 15 aprile 2006, Arloŭski colpì il suo avversario con un pugno destro nell'apertura del primo round. Sylvia fu bravo a proteggersi e si riprese ottimamente. Mentre Arloŭski cercava di finire il suo avversario con un altro destro, Sylvia gli inflisse un duro colpo al mento, mandando Arloŭski al tappeto. Sylvia continuò con altri colpi al corpo del lottatore bielorusso fino a quando l'arbitro Herb Dean fece terminare al secondo minuto e quarantatré secondi del primo round con la vittoria di Sylvia.
Una nuova rivincita tra Tim Sylvia e Arloŭski ebbe luogo l'8 luglio 2006, ad UFC 61: Bitter Rivals. Questo combattimento si rivelò un incontro di logoramento poiché nei 5 round nessuno riuscì a mandare K.O l'avversario e non ci furono pesanti ferite tali da far terminare il combattimento. Alla fine Sylvia vinse il combattimento per decisione dei giudici. Successivamente fu scoperto che durante il combattimento Arlovki aveva subito un duro infortunio alla gamba. Quando in seguito fu intervistato da un giornalista riguardo al suo infortunio durante quell'incontro, Arloŭski disse di non voler accampare scuse per la sua sconfitta. Non molto tempo dopo si scoprì che dopo l'incontro, Sylvia svenne nella sua camera d'albergo a causa di una commozione cerebrale subita durante il combattimento e non rilevata dai medici.".
Arloŭski fece il suo ritorno nel ring ottagonale il 30 dicembre 2006, ad UFC 66: Liddell vs. Ortiz 2 contro il brasiliano Márcio Cruz. Dopo essere stato colpito, Arloŭski colpì Cruz a una spalla (colpo legale) ma venne confuso per un colpo illegale alla testa. Nel prosieguo del combattimento, Arloŭski colpì il suo avversario con un forte colpo al mento e lo sconfisse con un pugno a martello.
Arloŭski combatté con il veterano del Pride Fighting Championships e due volte campione del mondo, Fabrício Werdum ad UFC 70: Nations Collide dove vinse grazie alla decisione dei giudici a fine incontro. Entrambi i lottatori non si affrontarono con la grinta che ci si sarebbe potuto attendere. Durante il combattimento si sentirono molti fischi da parte del pubblico presente nell'arena. Dopo il combattimento il lottatore bielorusso si scusò con i fan per non aver combattuto al massimo livello per tutta la durata dell'incontro.
Dopo 11 mesi di inattività, Arloŭski fece il suo ritorno sui ring per l'ultima volta ad UFC 82: Pride of a Champion e sconfisse Jake O'Brien per K.O. al secondo round. Grazie a questa vittoria, Arloŭski inflisse ad O'Brien la sua prima sconfitta nelle arti marziali miste.. Questo fu l'ultimo combattimento in UFC a causa della scadenza del contratto.
Arloŭski lasciò l'UFC con un record di 10–4 e 3-2 nei combattimenti titolati.

### Infortunio
Dopo aver lasciato la UFC, Arloŭski si affiliò alla nuova promotion di MMA Affliction Entertainment e prese parte all'evento inaugurale Affliction: Banned il 19 luglio 2008. In quell'evento sconfisse uno dei migliori combattenti del mondo ed ex campione dei pesi massimi IFL Ben Rothwell per K.O. nell'ultimo round dell'incontro, infliggendo a Rothwell la prima sconfitta negli ultimi 3 anni.
In seguito era già stato organizzato un incontro contro l'ex campione dei pesi massimi UFC Josh Barnett nel main event di Affliction 2. L'11 ottobre 2008, il programma dell'evento cambiò e Arloŭski combatté con il campione dei pesi massimi della IFL Roy Nelson ad EliteXC: Heat. A Sunrise (Florida), Arloŭski vinse l'incontro per K.O. nel secondo round, in quella che fu la prima sconfitta di Nelson nella sua carriera di MMA.
Nel gennaio 2009, Arloŭski incontrò il campione in carica dei pesi massimi del PRIDE Fëdor Emel'janenko ad Affliction: Day of Reckoning. Nonostante i grandi sforzi, Arloŭski perse al secondo round.

### Strikeforce
Il 6 giugno 2009, Arloŭski combatté con Brett Rogers a Strikeforce: Lawler vs. Shields. Arloŭski perse il combattimento per K.O. tecnico nel primo round.. A seguito di questi risultati negativi, Arloŭski cominciò ad allenarsi con il famoso allenatore di MMA Greg Jackson nell'ottobre 2009. Nonostante la competenza e la durezza del suo allenatore, Arloŭski non collezionò che sconfitte e fu prossimo alla decisione di ritirarsi dalla carriera agonistica.

### ProElite
Dopo molti mesi di inattività, Arloŭski cominciò il suo percorso agonistico nella federazione ProElite 1. Il 27 agosto 2009 al Neal S. Blaisdell Center a Honolulu si confrontò col peso massimo Ray Lopez. Arloŭski vinse per K.O. tecnico nel terzo round dopo aver dominato per tutta la durata dell'incontro.
Arloŭski affrontò in seguito un veterano da oltre 300 combattimenti come Travis Fulton a ProElite 2 nel mese di novembre nel match di preparazione che precedette il main event. Arloŭski vinse con un calcio alla testa che mandò K.O. il suo avversario nei secondi finali del terzo round.

### ONE FC e WSOF
Nel 2012 trova un accordo con la nuova promozione singaporiana ONE FC, promozione che gli dà la possibilità di sfidare per la quarta volta in carriera l'acerrimo rivale Tim Sylvia: l'incontro termina in un "No Contest" in quanto Arloŭski dopo aver steso l'avversario sporca il ground and pound decisivo con un paio di calci irregolari.
Lo stesso anno combatte anche per la nuova ed ambiziosa organizzazione statunitense World Series of Fighting, dove all'esordio sconfigge Devin Cole per KO tecnico nel primo round.
A dicembre lotta in Russia per la promozione Fight Nights sconfiggendo ai punti Mike Hayes, ex lottatore Bellator e Strikeforce.
Nel marzo 2013 combatte il suo secondo incontro nella WSOF, perdendo ai punti contro un altro veterano dell'UFC in Anthony Johnson.
In settembre si rifà battendo per decisione unanime l'ex campione KOTC ed ex contendente al titolo WEC Mike Kyle.
In novembre combatte per la prima volta nella sua carriera da professionista in Bielorussia, il suo paese natale, e sconfigge per KO tecnico Andreas Kraniotakes.

### Ritorno in UFC
Nel 2014 Arloŭski venne ingaggiato per combattere un incontro in giugno per la promozione russa Fight Nights contro Magomed Malikov, ma in aprile venne reso noto il ritorno dell'atleta bielorusso nella prestigiosa UFC, nella quale Arloŭski esordì nel 2000 e divenne campione indiscusso nel 2005.
Il match di ritorno avvenne in giugno contro il numero 14 dei ranking Brendan Schaub, e Arloŭski si impose per decisione non unanime dei giudici di gara. In settembre ottiene una grande vittoria per KO contro il numero 4 dei ranking Antônio "Bigfoot" Silva.
Nel maggio del 2015 affrontò Travis Browne all'evento UFC 187. Dopo pochi minuti dall'inizio dell'incontro Arloŭski mise a segno devastanti colpi sul volto dell'avversario; nonostante ciò Browne riuscì a riprendersi dallo stordimento ma dopo un paio di minuti Arloŭski ritornò all'attacco eseguendo uno straordinario scambio in piedi con Travis che, con un colpo di fortuna, mandò al tappeto il bielorusso. L'americano non riuscì però a mantenerlo al tappeto e una volta in piedi Arloŭski continuò il suo feroce attacco che terminò con una vittoria per KO tecnico a suo favore. Il match ottenne il premio Fight of the Night, inoltre i due commentatori Joe Rogan e Mike Goldberg definirono l'incontro come uno dei più entusiasmanti della storia della UFC. Dopo l'incontro, Arloŭski rivelò che giorni prima dell'incontro aveva subito un infortunio al polpaccio che lo aveva quasi portato a rinunciare al match.
A settembre affrontò l'ex campione dei pesi massimi Frank Mir all'evento UFC 191. Arloŭski vinse l'incontro per decisione unanime.
A gennaio del 2016 dovette affrontare Stipe Miočić all'evento UFC 195. Arloŭski venne sconfitto per KO tecnico a soli 54 secondi dall'inizio del match, dopo essere stato colpito in pieno volto da un potente gancio destro susseguito da una serie di colpi.
L'8 maggio affrontò l'olandese ed ex campione dei pesi massimi Strikeforce Alistair Overeem. Dopo poco più di un minuto dall'inizio della seconda ripresa, Arloŭski venne colpito in pieno volto da un calcio frontale in salto e da un gancio sinistro che lo mandarono al tappeto, da tale posizione non poté fermare l'attacco repentino del suo avversario, perdendo così il match per KO tecnico.
A settembre dovette affrontare l'ex campione dei pesi massimi UFC Josh Barnett. Nei primi secondi dell'incontro, entrambi gli atleti misero a segno pesanti colpi al volto andando molto vicino ad una vittoria per KO. Verso la fine della seconda ripresa, Barnett riuscì a raggiungere la posizione montata a terra ed con il ground and pound mise in serie difficoltà il bielorusso, che venne infine salvato dalla campanella. A quasi 2 minuti dalla fine del terzo round, Barnett subisce un colpo, forse illegale, agli occhi e dolorante volta le spalle al suo avversario; per sua fortuna Arloŭski non riuscì a finalizzarlo, anzi approfittando della stanchezza di quest'ultimo, lo mandò al tappeto con un takedown. Dopo un piccolo scambio al tappeto, Arloŭski venne chiuso in uno strangolamento, perdendo l'incontro per sottomissione. Entrambi gli atleti vennero premiati con il riconoscimento Performance of the Night.
Il 28 gennaio 2017 si ritrovò ad affrontare Francis Ngannou. A poco più di un minuto dall'inizio dell'incontro, in un tentativo di attacco, Arloŭski venne colpito al volto con un gancio, finendo KO. In seguito arrivano due vittorie per decisione unanime e due sconfitte (rispettivamente contro Stefan Struve e Junior Albini e Marcin Tybura e Tai Tuivasa). Il 15 settembre 2018 viene di nuovo sconfitto per decisione unanime da Shamil Abdurakhimov; chiude il 2018 con un'altra sconfitta per decisione (non unanime) contro Walt Harris, successivamente convertita in No Contest quando lo statunitense venne trovato positivo ad una sostanza proibita.
Il 27 aprile 2019 affronta Augusto Sakai, perdendo ancora per una controversa decisione non unanime.

## Risultati nelle arti marziali miste
| Risultato  | Record    | Avversario            | Metodo                                        | Evento                                 | Data              | Round | Tempo | Luogo                        | Note |
| ---------- | --------- | --------------------- | --------------------------------------------- | -------------------------------------- | ----------------- | ----- | ----- | ---------------------------- | --- |
| Vittoria   | 34-20 (2) | Jake Collier          | Decisione (unanime)                           | UFC on ESPN: Font vs. Vera             | 30 aprile 2022    | 3     | 5:00  | Las Vegas, Stati Uniti       | |
| Vittoria   | 33-20 (2) | Jared Vanderaa        | Decisione (unanime)                           | UFC 271                                | 12 febbraio 2022  | 3     | 5:00  | Houston, Stati Uniti         | |
| Vittoria   | 32-20 (2) | Carlos Felipe         | Decisione (unanime)                           | UFC Fight Night: Ladd vs. Dumont       | 16 ottobre 2021   | 3     | 5:00  | Las Vegas, Stati Uniti       | |
| Vittoria   | 31-20 (2) | Chase Sherman         | Decisione (unanime)                           | UFC on ESPN: Whittaker vs. Gastelum    | 21 aprile 2021    | 3     | 5:00  | Las Vegas, Stati Uniti       | |
| Sconfitta  | 30-20 (2) | Tom Aspinall          | Sottomissione (rear-naked choke)              | UFC Fight Night: Blaydes vs. Lewis     | 20 febbraio 2021  | 2     | 1:09  | Las Vegas, Stati Uniti       | |
| Vittoria   | 30-19 (2) | Tanner Boser          | Decisione (unanime)                           | UFC Fight Night: Santos vs. Teixeira   | 7 novembre 2020   | 3     | 5:00  | Las Vegas, Stati Uniti       | |
| Vittoria   | 29-19 (2) | Philipe Lins          | Decisione (unanime)                           | UFC Fight Night: Smith vs. Teixeira    | 13 maggio 2020    | 3     | 5:00  | Jacksonville, Stati Uniti    | |
| Sconfitta  | 28-19 (2) | Jairzinho Rozenstruik | KO (pugno)                                    | UFC 244: Masvidal vs. Diaz             | 2 novembre 2019   | 1     | 0:29  | New York, Stati Uniti        | |
| Vittoria   | 28-18 (2) | Ben Rothwell          | Decisione (unanime)                           | UFC on ESPN: dos Anjos vs. Edwards     | 20 luglio 2019    | 3     | 5:00  | San Antonio, Stati Uniti     | |
| Sconfitta  | 27-18 (2) | Augusto Sakai         | Decisione (non unanime)                       | UFC Fight Night: Jacaré vs. Hermansson | 27 aprile 2019    | 3     | 5:00  | Sunrise, Stati Uniti         | |
| No Contest | 27-17 (2) | Walt Harris           | No Contest                                    | UFC 232: Jones vs. Gustafsson 2        | 29 dicembre 2018  |       |       | Inglewood, Stati Uniti       | La sconfitta per decisione non unanime di Arloŭski venne convertita in No Contest quando Harris venne trovato positivo ad una sostanza proibita |
| Sconfitta  | 27-17 (1) | Šamil Abdurachimov    | Decisione (unanime)                           | UFC Fight Night: Hunt vs. Oliynyk      | 15 settembre 2018 | 3     | 5:00  | Mosca, Russia                | |
| Sconfitta  | 27-16 (1) | Tai Tuivasa           | Decisione (unanime)                           | UFC 225: Whittaker vs. Romero 2        | 9 giugno 2018     | 3     | 5:00  | Chicago, Stati Uniti         | |
| Vittoria   | 27-15 (1) | Stefan Struve         | Decisione (unanime)                           | UFC 222: Cyborg vs. Kunitskaya         | 3 marzo 2018      | 3     | 5:00  | Las Vegas, Stati Uniti       | |
| Vittoria   | 26-15 (1) | Júnior Albini         | Decisione (unanime)                           | UFC Fight Night: Poirier vs. Pettis    | 11 novembre 2017  | 3     | 5:00  | Norfolk, Stati Uniti         | |
| Sconfitta  | 25-15 (1) | Marcin Tybura         | Decisione (unanime)                           | UFC Fight Night: Holm vs. Correia      | 17 giugno 2017    | 3     | 5:00  | Kallang, Singapore           | |
| Sconfitta  | 25-14 (1) | Francis Ngannou       | KO Tecnico (pugni)                            | UFC on Fox: Shevchenko vs. Peña        | 28 gennaio 2017   | 1     | 1:32  | Denver, Stati Uniti          | Performance of the Night |
| Sconfitta  | 25-13 (1) | Josh Barnett          | Sottomissione (rear-naked choke)              | UFC Fight Night: Arlovski vs. Barnett  | 3 settembre 2016  | 3     | 2:53  | Amburgo, Germania            | Performance of the Night |
| Sconfitta  | 25-12 (1) | Alistair Overeem      | KO Tecnico (calcio frontale in salto e pugni) | UFC Fight Night: Overeem vs. Arlovski  | 8 maggio 2016     | 2     | 1:12  | Rotterdam, Paesi Bassi       | |
| Vittoria   | 25-10 (1) | Stipe Miočić          | KO Tecnico (pugni)                            | UFC 195: Lawler vs. Condit             | 2 gennaio 2016    | 1     | 0:54  | Las Vegas, Stati Uniti       | |
| Vittoria   | 25-10 (1) | Frank Mir             | Decisione (unanime)                           | UFC 191: Johnson vs. Dodson 2          | 5 settembre 2015  | 3     | 5:00  | Las Vegas, Stati Uniti       | |
| Vittoria   | 24-10 (1) | Travis Browne         | KO Tecnico (pugni)                            | UFC 187: Jones vs. Johnson             | 23 maggio 2015    | 1     | 4:41  | Las Vegas, Stati Uniti       | Fight of the Night |
| Vittoria   | 23-10 (1) | Antônio Silva         | KO (pugni)                                    | UFC Fight Night: Bigfoot vs. Arlovski  | 13 settembre 2014 | 1     | 2:59  | Brasilia, Brasile            | |
| Vittoria   | 22-10 (1) | Brendan Schaub        | Decisione (non unanime)                       | UFC 174: Johnson vs. Bagautinov        | 14 giugno 2014    | 3     | 5:00  | Vancouver, Canada            | |
| Vittoria   | 21-10 (1) | Andreas Kraniotakes   | KO Tecnico (pugni)                            | Fight Nights: Battle in Minsk          | 29 novembre 2013  | 2     | 3:14  | Minsk, Bielorussia           | |
| Vittoria   | 20-10 (1) | Mike Kyle             | Decisione (unanime)                           | WSOF 5: Arlovski vs. Kyle              | 14 settembre 2013 | 3     | 5:00  | Atlantic City, Stati Uniti   | |
| Sconfitta  | 19-10 (1) | Anthony Johnson       | Decisione (unanime)                           | WSOF 2: Arlovski vs. Johnson           | 23 marzo 2013     | 3     | 5:00  | Atlantic City, Stati Uniti   | |
| Vittoria   | 19-9 (1)  | Mike Hayes            | Decisione (unanime)                           | Fight Nights: Battle of Moscow 9       | 16 dicembre 2012  | 3     | 5:00  | Mosca, Russia                | |
| Vittoria   | 18-9 (1)  | Devin Cole            | KO Tecnico (pugni)                            | WSOF 1: Arlovski vs. Cole              | 3 novembre 2012   | 1     | 2:37  | Las Vegas, Stati Uniti       | Debutto in WSOF |
| No Contest | 17-9 (1)  | Tim Sylvia            | No Contest (calcio illegale)                  | ONE FC 5: Pride of a Nation            | 31 agosto 2012    | 2     | 1:42  | Quezon, Filippine            | Debutto in ONE FC |
| Vittoria   | 17–9      | Travis Fulton         | KO (calcio alla testa)                        | ProElite: Big Guns                     | 5 novembre 2011   | 3     | 4:59  | Moline, Stati Uniti          | |
| Vittoria   | 16–9      | Ray Lopez             | KO Tecnico (pugni)                            | ProElite: Arlovski vs. Lopez           | 27 agosto 2011    | 3     | 2:43  | Honolulu, Stati Uniti        | |
| Sconfitta  | 15–9      | Sergej Charitonov     | KO (pugni)                                    | Strikeforce: Fedor vs. Silva           | 12 febbraio 2011  | 1     | 2:49  | East Rutherford, Stati Uniti | Strikeforce 2011 Heavyweight Grand Prix, Quarti di finale                                                                                       |
| Sconfitta  | 15–8      | Antônio Silva         | Decisione (unanime)                           | Strikeforce: Heavy Artillery           | 15 maggio 2010    | 3     | 5:00  | Saint Louis, Stati Uniti     | |
| Sconfitta  | 15–7      | Brett Rogers          | KO Tecnico (pugni)                            | Strikeforce: Lawler vs. Shields        | 6 giugno 2009     | 1     | 0:22  | Saint Louis, Stati Uniti     | Debutto in Strikeforce |
| Sconfitta  | 15–6      | Fedor Emelianenko     | KO (pugno)                                    | Affliction: Day of Reckoning           | 24 gennaio 2009   | 1     | 3:14  | Anaheim, Stati Uniti         | Per il titolo dei Pesi Massimi WAMMA |
| Vittoria   | 15–5      | Roy Nelson            | KO (pugno)                                    | EliteXC: Heat                          | 4 ottobre 2008    | 2     | 1:46  | Sunrise, Stati Uniti         | |
| Vittoria   | 14–5      | Ben Rothwell          | KO (pugni)                                    | Affliction: Banned                     | 19 luglio 2008    | 3     | 1:13  | Anaheim, Stati Uniti         | |
| Vittoria   | 13–5      | Jake O'Brien          | KO Tecnico (pugni)                            | UFC 82: Pride of a Champion            | 1º marzo 2008     | 2     | 4:17  | Columbus, Stati Uniti        | |
| Vittoria   | 12–5      | Fabrício Werdum       | Decisione (unanime)                           | UFC 70: Nations Collide                | 21 aprile 2007    | 3     | 5:00  | Manchester, Regno Unito      | |
| Vittoria   | 11–5      | Márcio Cruz           | KO (pugni)                                    | UFC 66: Liddell vs. Ortiz              | 30 dicembre 2006  | 1     | 3:15  | Las Vegas, Stati Uniti       | |
| Sconfitta  | 10–5      | Tim Sylvia            | Decisione (unanime)                           | UFC 61: Bitter Rivals                  | 8 luglio 2006     | 5     | 5:00  | Las Vegas, Stati Uniti       | Per il titolo dei Pesi Massimi UFC |
| Sconfitta  | 10–4      | Tim Sylvia            | KO Tecnico (pugni)                            | UFC 59: Reality Check                  | 15 aprile 2006    | 1     | 2:43  | Anaheim, Stati Uniti         | Perde il titolo dei Pesi Massimi UFC |
| Vittoria   | 10–3      | Paul Buentello        | KO (pugno)                                    | UFC 55: Fury                           | 7 ottobre 2005    | 1     | 0:15  | Uncasville, Stati Uniti      | Difende il titolo dei Pesi Massimi UFC |
| Vittoria   | 9–3       | Justin Eilers         | KO Tecnico (pugni)                            | UFC 53: This Time It's Personal        | 4 giugno 2005     | 1     | 4:10  | Atlantic City, Stati Uniti   | Difende il titolo dei Pesi Massimi UFC ad Interim, poi promosso a campione indiscusso                                                           |
| Vittoria   | 8–3       | Tim Sylvia            | Sottomissione (achilles lock)                 | UFC 51: Super Saturday                 | 5 febbraio 2005   | 1     | 0:47  | Las Vegas, Stati Uniti       | Vince il titolo dei Pesi Massimi UFC ad Interim                                                                                                 |
| Vittoria   | 7–3       | Wesley Correira       | KO Tecnico (pugni)                            | UFC 47: It's On!                       | 2 aprile 2004     | 2     | 1:15  | Las Vegas, Stati Uniti       | |
| Vittoria   | 6–3       | Vladimir Matyushenko  | KO (pugno)                                    | UFC 44: Undisputed                     | 26 settembre 2003 | 1     | 2:10  | Paradise, Stati Uniti        | |
| Vittoria   | 5–3       | Ian Freeman           | KO Tecnico (pugni)                            | UFC 40: Vendetta                       | 22 novembre 2002  | 1     | 1:25  | Paradise, Stati Uniti        | |
| Sconfitta  | 4–3       | Pedro Rizzo           | KO (pugni)                                    | UFC 36: Worlds Collide                 | 22 marzo 2002     | 3     | 1:45  | Paradise, Stati Uniti        | |
| Sconfitta  | 4–2       | Ricco Rodriguez       | KO Tecnico (pugni)                            | UFC 32: Showdown in the Meadowlands    | 29 giugno 2001    | 3     | 1:23  | East Rutherford, Stati Uniti | |
| Vittoria   | 4–1       | Aaron Brink           | Sottomissione (armbar)                        | UFC 28: High Stakes                    | 11 novembre 2000  | 1     | 0:55  | East Rutherford, Stati Uniti | Debutto in UFC |
| Vittoria   | 3–1       | John Dixson           | KO (pugni)                                    | Super Fight                            | 13 maggio 2000    | 1     | 0:13  | San Pietroburgo, Russia      | |
| Vittoria   | 2–1       | Roman Zencov          | KO Tecnico (pugni)                            | M-1 MFC: European Championship 2000    | 9 aprile 2000     | 1     | 1:18  | San Pietroburgo, Russia      | Vince il Campionato Europeo 2000 dei Pesi Massimi M-1                                                                                           |
| Vittoria   | 1–1       | Michael Tielrooy      | Sottomissione (ghigliottina)                  | M-1 MFC: European Championship 2000    | 9 aprile 2000     | 1     | 1:25  | San Pietroburgo, Russia      | Campionato Europeo 2000 dei Pesi Massimi M-1, Semifinale                                                                                        |
| Sconfitta  | 0–1       | Vjačeslav Dacik       | KO (pugno)                                    | M-1 MFC: World Championship 1999       | 9 aprile 1999     | 1     | 6:05  | San Pietroburgo, Russia      | Campionato Mondiale 1999 dei Pesi Massimi M-1, Quarti di finale                                                                                 |

## K-1
Arloŭski fu scelto per fare il suo esordio nel K-1 a K-1 World Grand Prix 2010 alla Seoul Final 16 il 2 ottobre 2010 ma a causa di un infortunio non vi poté partecipare.

## Pugilato
L'allenatore di boxe di Arloŭski, Freddie Roach, ha recentemente rivelato che Arloŭski potrebbe iniziare una carriera nella boxe professionistica. Con almeno cinque combattimenti sotto la sua cintura, i possibili pretendenti sono l'ex WBA campione dei pesi massimi Nikolaj Valuev, campione in carica IBF, WBO, WBA ed IBO Volodymyr Klyčko e il campione dei pesi massimi in carica categoria WBC Vitalij Klyčko..

## Carriera nel cinema
Arloŭski compare nel film Universal Soldier: Regeneration, i cui protagonisti sono Jean-Claude Van Damme e Dolph Lundgren. Nel film, il bielorusso interpreta "NGU", un "universal soldier" di seconda generazione. Il film è uscito direttamente in formato video il 2 febbraio 2010 negli Stati Uniti. Per Arloŭski ha fatto parte anche del cast del successivo capitolo uscito nel 2012.
Arloŭski è apparso anche nello show di MTV Bully Beatdown nel quale picchia un "bullo" per 10.000$.

## Vita privata
Arloŭski sposò la modella Patrycja Mikula. I due rimasero sposati per oltre due anni prima di separarsi.

## Campionati e piazzamenti

### Arti marziali miste
- M-1 Global
  - M-1 MFC-Campione europeo pesi massimi
- Ultimate Fighting Championship:
  - UFC Heavyweight Championship
  - UFC Interim Heavyweight Championship

### Sambo
- Sambo giovanile europeo
  - Campione europeo giovanile
- Coppa del mondo
  - Primo posto nella Coppa del mondo Sambo
- Campionato del mondo Sambo
  - Secondo posto al Campionato del mondo